# Klévisson Viana
Antônio Klévisson Viana Lima, mais conhecido como Klévisson Viana (Quixeramobim, 3 de novembro de 1972) é um poeta de literatura de cordel e autor de histórias em quadrinhos brasileiro. É autor de muitos sucessos da literatura de cordel, entre os quais o Romance da Quenga que Matou o Delegado, adaptado para o programa Brava gente, da Rede Globo. Fundo em 1995, a editora Tupynanquim.

É irmão do também cordelista Arievaldo Viana. É membro da Academia Brasileira de Literatura de Cordel - ABLC (Rio de Janeiro-RJ), onde ocupa a cadeira de nº 11.

## Biografia
Bisneto do cordelista Fitico e filho do agricultor Evaldo, iniciou a carreira como ilustrador em 1988, ao 15 anos no jornal "A Voz do Povo" de Canindé, além de ilustrar folhetos de vários cordelistas.  Durante um ano, publicou o fanzine Arapuca, uma publicação de humor e quadrinhos, logo em seguida, ao lado de Jackson Portela, editou o fanzine Arlequim e com seu irmão Arievaldo Viana, editou o fanzine Tramela. Após sair do jornal "A Voz do Povo", passou a trabalhar no "O Povo" de Fortaleza.

Em 1995, após ser demitido do jornal "O Povo", fundou a editora Tupynanquim, em 1998, após uma visita à Joseph Luyten (1941-2006), famoso pela pesquisa acadêmica sobre a literatura de cordel, a Tupynanquim começa a publicar cordéis de Klévisson, de seu irmão Arievaldo e de um colega, no mesmo ano, publicou a história em quadrinhos "Lampião... Era o cavalo do tempo atrás da besta da vida" pela editora Hedra, o álbum contém três textos introdutórios, um assinado por Álvaro de Moya  e depois assinados pelo próprio autor,   a publicação lhe rendeu o Troféu HQ Mix na categoria graphic novel. Seu primeiro cordel foi A botija encantada ou o preguiçoso afortunado, escrito em parceria com seu irmão Arievaldo Viana, em menos de dois anos, ambos publicaram por volta de 30 folhetos em parceria.
Em 2000, a editora Tupynanquim publicou Mirabilia, com histórias desenhadas por ele, Júlio Shimamoto e Flavio Colin e escritas por Wellington Srbek, no ano seguinte, a publicação ganhou o HQ Mix na categoria revista de terror e ficção.

Em 2003, adaptou para quadrinhos, o cordel A moça que namorou com o bode de seu irmão Arievaldo, álbum publicado por três editoras: Tupynanquim, Coqueiro e CLUQ, que contou com um prefácio do Sônia e Joseph Luyten, assim como Joseph, Sônia é conhecida pela pesquisa acadêmica, a diferença é que seu objeto de estudo são as histórias em quadrinhos. a publicação ganhou o Troféu HQ Mix de 2004 como "melhor edição especial nacional". Em 2005, publicou As Aventuras de Dom Quixote - em versos de cordel, publicação da Tupynanquim em conjunto com as editoras Edições Livro Técnico e Coqueiro.

Em 2010, a editora Luzeiro em parceria com a Tupynanquim, resgatou uma versão em quadrinhos de O Romance do Pavão Misterioso de José Camelo de Melo Rezende, redescoberta pelo cordelista e pesquisador Marco Haurélio, a adaptação foi ilustrada por Sérgio Lima e publicada na década de 1960, quando a editora se chamava Prelúdio, Klévisson refez a paginação e adicionou balões de diálogo.
Em 2011, em parceria com o arte-finalista Eduardo Azevedo, quadrinizou o romance, A batalha de Oliveiros com Ferrabrás do cordelista Leandro Gomes de Barros (1865-1918), o álbum foi patrocinado pela Secretaria de Cultura do Ceará e teve  prefácio do escritor baiano Marco Haurélio, edição de texto do jornalista Max Krichanã e produção cultural de Bruno Monteiro, sendo contemplado com o Prêmio Luiz Sá de Quadrinhos da mesma Secretaria de Cultura do Ceará. no mesmo ano, participou do álbum MSP Novos 50, onde fez história com elementos de cordel protagonizada por Chico Bento, personagem interiorano de Maurício de Sousa. Em 2014, publicou O Guarani em cordel pela editora Amarylis, que no ano seguinte, ficou em terceiro lugar na categoria adaptação do Prêmio Jabuti.

## Obras
- O príncipe do Oriente e o Pássaro Misterioso (cordel)
- Os Miseráveis em Cordel (cordel)
- As Aventuras de Dom Quixote em verso de cordel (cordel)
- Lampião era o Cavalo do Tempo Atrás da Besta da Vida (história em quadrinhos)
- A moça que namorou com o bode (história em quadrinhos)
- Carta de um jumento a Jô Soares (com Arievaldo Viana)
- João da Viola e a Princesa Interesseira (cordel)
- O Divórcio da Cachorra (com Arievaldo Viana)
- O Boi dos Chifres de Ouro ou O Vaqueiro das Três Virtudes (cordel)
- Artimanhas de Pedro Malasartes e o Urubu Adivinhão (cordel)
- A Verdadeira História de Lampião e Maria Bonita (com Rouxinol do Rinaré)
- Os Três Mosqueteiros em cordel (cordel)
- A batalha de Oliveiros com Ferrabrás (história em quadrinhos)
- Antologia do Cordel Brasileiro (com o texto Pedro Malasartes e o urubu adivinhão)
- MSP Novos 50, ABC do Chico Bento (história em quadrinhos)
- O Guarani em cordel, baseado no romance de José de Alencar (cordel)
- Viagem ao Reino Encantado do Cordel (com Arlene Holanda)

## Outros trabalhos
- Capa e Ilustrações do livro Conexões Nordestinas - Editado pelo Programa Cultura da Gente do Banco do Nordeste.